# 杰克·尼科尔森
杰克·尼科尔森（英語：Jack Nicholson，/dʒækˈnɪkəlsən/；1937年4月22日—），本名约翰·约瑟夫·尼科尔森（John Joseph Nicholson），美国男演员、電影导演、制片人和编剧，被普遍认为是电影史上最优秀的男演员之一。在他至今已超过半个世纪的演艺生涯中，尼科尔森扮演过许许多多极具挑战性的角色，其中包括大量偏执甚至神经质之类有精神类病症的正、反面角色。例如蝙蝠侠的反派角色小丑，他至今已经12次获得学院奖（俗稱奧斯卡獎）提名，是史上获提名最多的男演员。
尼科尔森曾两次获学院奖最佳男主角奖，分别是因1975年的《飞越疯人院》获第48届学院奖男主角奖和因1997年的《尽善尽美》获第70届学院奖男主角奖。他还因为1983年的电影《爱的协议》获第56届学院奖男配角奖。由此他与丹尼尔·戴-刘易斯和沃尔特·布伦南一起，成为史上仅有的三位3次获学院奖肯定的男演员，这其中，丹尼尔是三次获男主角奖，沃尔特是三次获男配角奖，只有杰克是在两个奖项中都有获奖。尼科尔森以扮演反面角色而闻名，这其中最为著名的就是《蝙蝠侠》中的小丑、《闪灵》中的杰克·托兰斯以及《无间行者》中的弗兰克·科斯特罗。
尼科尔森至今已多达6次获金球奖，并于2001年获得肯尼迪中心荣誉奖，他与另一位著名男演员迈克尔·凯恩，是历史上仅有的两位在从上世纪60年代开始直至今日，在每一个年代（每十年为一个年代）均有获得学院奖提名的男演员。1994年，他成为历史上最年轻的获得美国影艺协会（American Film Institute，简称AFI）终身成就奖的男演员。他主演的电影中比较著名的有：《唐人街》、《五支歌》、《闪灵》、《飞越疯人院》、《蝙蝠侠》、《爱的协议》、《赤色分子》、《尽善尽美》、《最后的细节》、《职业：记者》、《狼人》、《好人寥寥》、《誓死追缉令》、《无间行者》、《关于施密特》和《爱是妥协》。

## 早期生活
尼科尔森于1937年4月22日出生于新泽西州的内普顿市，母亲June Frances Nicholson（艺名叫June Nilson）是一位舞女，在尼科尔森出生6个月前，她于1936年10月16日在马里兰州的埃尔克顿与意大利裔美国艺人Donald Furcillo（艺名Donald Rose）结婚，然而Donald之前已经结婚了，虽然根据报导他愿意照料这个孩子，但尼科尔森的外婆还是坚持由自己来把尼科尔森养大。部分也是为了让自己的女儿可以继续其舞蹈生涯。尽管Donald声称自己是尼科尔森的生父，并且与June结婚还犯了重婚罪，传记作家Patrick McGilligan仍在"Jack's Life"中断定，June的经紀人，拉脱维亚籍的Eddie King（原名Edgar A. Kirschfeld）才是Jack真正的生父，而其他的一些文章则认为可能June也不能肯定孩子的父亲究竟是谁。
June拥有爱尔兰、英国以及德裔宾夕法尼亚人血统，不过根据报道，尼科尔森及其家人均认为自己是爱尔兰人的后裔。
尼科尔森被带到新泽西州他的外祖父母John Joseph Nicholson和Ethel May身边。直到1974年一位《时代周刊》的记者告知后，他才知道原来自己的“父母”其实是自己的外祖父母，而自己的“姐姐”其实是妈妈。而这时，他的母亲（1963年）和外祖母（1970年）都已经去世了。尼科尔森表示自己一直不知道亲生父母是谁，并说“只有Ethel和June知道，而她们没有告诉其他任何人”，并且他自己也选择不通过做DNA测试来寻找答案。
尼科尔森在新泽西州的内普顿市长大，妈妈是一位天主教徒并以其标准来抚养Jack。在他上高中前，全家搬到了Spring Lake的一间公寓。

## 事业

### 早期工作

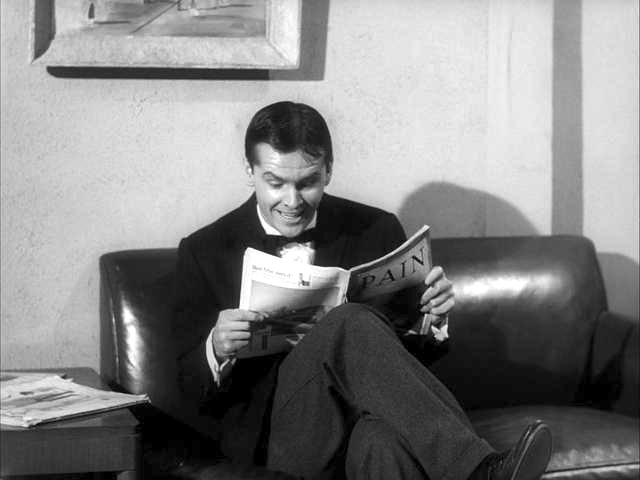
Jack在1960年的电影《恐怖小店 (1960年电影)》中扮演Wilbur Force一角

初至好莱坞的尼科尔森在米高梅公司的动画工作室给人打杂，工作勤快的他受到了威廉·漢納和约瑟夫·巴伯拉的赏识，并提供给他一份初级动画艺术家的工作。不过，由于一心想要做一个演员，Jack拒绝了。
在最初长达十余年的时间里，尼科尔森的演艺事业并没有什么起色，1958年的低成本影片《呐喊小杀手》是他首度担任主演，之后他多次与罗杰·科曼合作，出演了《恐怖小店》、《魔鸦》、《恐怖古堡》以及《情人节大屠杀》，但始终未能引起足够的注意而默默无名，为了生存，Jack还接下了许多小成本制作影片及电视电影中的龙套角色。

### 成名
尼科尔森由于演艺生涯久无起色，似乎开始做起了编剧和导演的工作而转战幕后。他在编剧领域的首获成功是1967年的电影《迷途》，该片由羅傑·科曼执导，彼得·方达和丹尼斯·霍珀主演。然后尼科尔森又与Bob Rafelson一起为1968年的电影《头》编剧，他还是本片的制片人。此外，他还负责了该片原声带曲目的编排工作。不过，1969年推出，丹尼斯·霍珀自导自演的经典公路片《逍遥骑士》给Jack的演员生涯带来了第一个重大突破。他在片中扮演一位酗酒成性的律师George Hanson，精彩表演为他赢得了第42届学院奖最佳男配角奖提名，拯救了长期埋没的尼科尔森。侥幸的是，这个角色本是编剧特里·索泽恩为其好友雷普·汤恩准备的，但雷普在一次与霍珀的不愉快争执，甚至差点大打出手后退出了这个角色。在一次采访中，尼科尔森这样描述当时被选中出演《逍遥骑士》对他的重要性：“在《逍遥骑士》以前，我能在自己出演过的电影中看到的，只是一个竭力想要摆脱困境最终成名的年青演员。”
一年后，Jack因主演《五支歌》获第43届学院奖最佳男主角奖提名；1973主演哈尔·阿什贝执导的《最后的细节》，成功摘得戛纳电影节最佳男演员奖的桂冠，并且与他主演的另一部电影，罗曼·波兰斯基1974年推出的悬疑惊悚片《唐人街》，两者均为其赢得了学院奖最佳男主角奖的提名（第46和第47届）。早在拍摄《唐人街》很多年以前，尼科尔森与导演罗曼就成为好友，1969年8月9日，罗曼的妻子，年仅26岁的著名女演员莎朗·塔特被曼森家族的人残忍杀害，Jack这之后一直陪在罗曼的身边支持着他，并开始在自己的睡觉的枕头下放一把铁锤，并且在之后曼森家族的案件开庭后到场旁听。这之后，Jack又于1975年出演了《巨星汤美》和《职业：记者》两部影片。

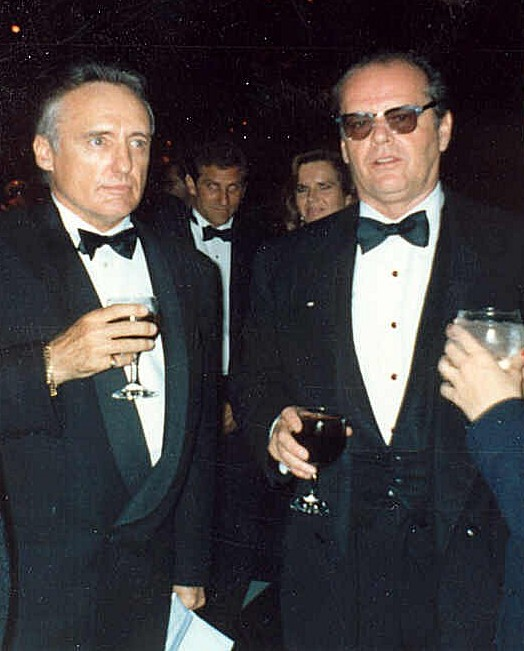
1990年3月26日，杰克（右）与丹尼斯·霍珀在第62届学院奖颁奖典礼上

米洛斯·福尔曼执导，根据Ken Kesey的同名小说改编的电影《飞越疯人院》为Jack赢得了第一座学院奖：第48届学院奖男主角奖。他在该片中扮演男主角Randle P. McMurphy。此后，他开始出演更多不同寻常的角色。比如在罗伯特·德尼罗主演的《最后大亨》中扮演一个戏份很少的小角色，在亚瑟·佩恩执导的西部片《大侠谷》中与马龙·白兰度合作，扮演一个缺乏同情心的人物。然后，他执导了自己的第二部电影，西部喜剧片《飞越温柔窝》。
1980年，著名导演斯坦利·库布里克推出了根据斯蒂芬·金同名小说改编的电影《闪灵》，尼科尔森在片中扮演男主角Jack Torrance。虽然没能获得任何一个奖项的提名，但却是他职业生涯中最具影响力的角色之一。片尾他手执利斧在旅馆中追杀妻子和儿子的镜头，也让该片成为20世纪最经典的恐怖片之一。
接下来的1981年，尼科尔森马不停蹄，出演了《邮差总按两遍铃》和《赤色分子》，并在《爵士年代》中出演了一个未列名的小角色。其中《赤色分子》为他赢得了第54届学院奖和第39届金球奖最佳男配角奖的提名。1983年，尼科尔森出演由詹姆斯·L·布鲁克斯执导的影片《爱的协议》，成功拿下他的第2座小金人：第56届学院奖最佳男配角奖。这之后，他又分别主演了《普里兹家族的荣誉》、《心火》、《东镇女巫》、《紫苑草》以及《收播新闻》，其中《普里兹家族的荣誉》和《紫苑草》均为他获得了学院奖提名。
蒂姆·波顿执导，1989年上映的超级英雄主题电影《蝙蝠侠》给Jack的演艺事业带来了又一个高峰，他在影片中扮演大反派，蝙蝠侠的对手小丑。影片在全世界范围内获得了巨大的成功，按照影片上映前尼科尔森与制片商所谈好利润提成，他因这部影片入账高达6千万美元。1992年，他与罗伯·莱纳再次合作，在涉及美国驻外海军陆战队的一场谋杀案的律政片《好人寥寥》中扮演Nathan R. Jessup上校，再次获学院奖男配角奖提名。

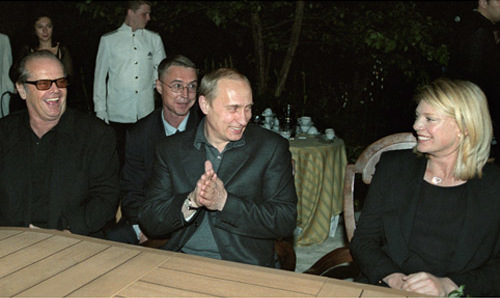
2001年6月27日，尼科尔森与俄罗斯总统弗拉基米尔·普京在一起

1996年，尼科尔森再次与蒂姆·波顿合作，出演了恶搞科幻喜剧片《火星人大侵袭》，在片中同时扮演两个完全不同的角色，美国总统James Dale以及拉斯维加斯山谷房地产开发商Art Land。起初，华纳兄弟公司对剧本中安排会“杀死”尼科尔森扮演的角色这一想法感到不满，因此蒂姆就为之准备了两个角色，并且全部“杀死”......不过，尼科尔森的表演也并非总是获得肯定，他在1992年出演的两部电影，《情逢敵手》和《最后巨人》都导致他被提名金酸莓奖最差男演员奖。奇怪的是，《最后巨人》同样为尼科尔森赢得了第50届金球奖最佳电影男主角奖（正剧类）的提名。
接下来，尼科尔森再次与詹姆斯·L·布鲁克斯合作，在爱情喜剧片《尽善尽美》中扮演一位有严重洁癖强迫症的言情小说作家Melvin Udall，并最终爱上了海伦·亨特。本片为尼科尔森赢得了第70届学院奖男主角奖肯定，这已经是他的第3座小金人了。
2001年的莫斯科国际电影节新增了斯坦尼斯拉夫斯基奖，尼科尔森成为该奖项的首位得主。

### 2002年至今

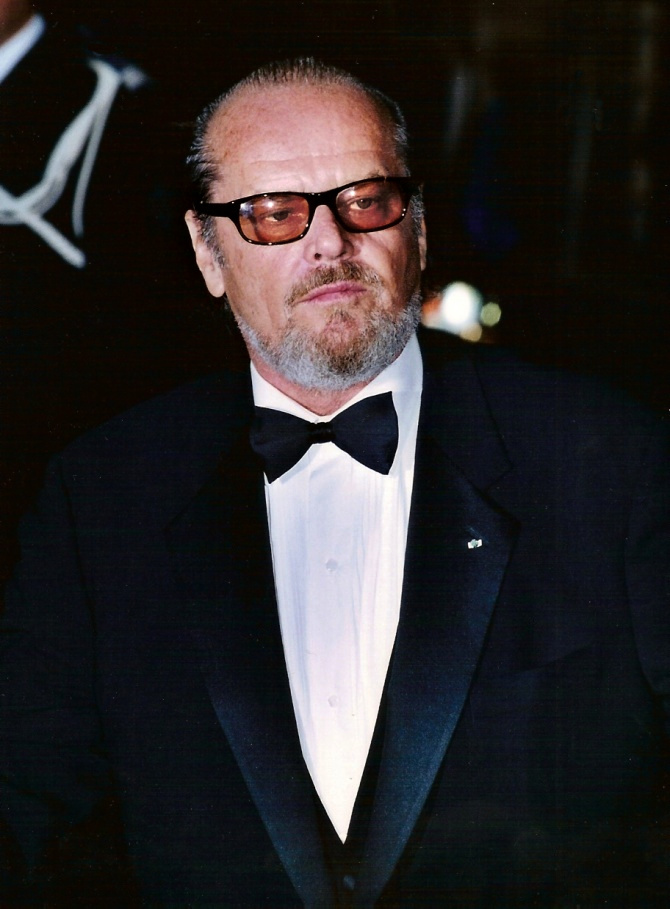
Jack Nicholson在2002年戛纳电影节上

尼科尔森在2002年的电影《关于施密特》中，扮演一位生活在内布拉斯加州奥马哈市的退休精算师，随着自己妻子的去世而开始对自己的人生产生疑问。在片中，尼科尔森一反常态，给出了其之前在任何一部影片中都没有过的沉稳内敛的表演，也谓是他演技上的又一个突破。为此他又一次获金球奖肯定，并获第75届学院奖提名。而在2003年的喜剧片《以怒攻怒》中，他与新生代喜剧演员亚当·桑德勒演起了对手戏，扮演一个脾气暴躁得令人难以忍受的治疗师。同年，他又主演了女导演南茜·迈耶斯执导的爱情喜剧《爱是妥协》，在片中扮演一位风流成性，且专找可以做自己孙女的年轻辣妹的音乐制作人Harry Sanborn，结果却阴差阳错地爱上了女友的母亲黛安·基顿。到了2006年，尼科尔森又一次回归了他演坏人的本色，在著名导演马丁·西科塞斯执导，根据香港导演刘伟强执导的影片《无间道》翻拍的《无间行者》中出演爱尔兰黑帮头目Frank Costello。
2006年11月，尼科尔森再次与罗伯·莱纳合作，与另一位著名男演员摩根·弗里曼一起主演《遗愿清单》，影片讲述的是两个命不长久的老人计划去完成所有自己希望能在有生之年达成的事情。为了演好这个角色，他剃光了自己的头发，并且亲自到洛杉矶当地的医院中了解癌症病人是怎样对抗病魔的。影片于2007年圣诞节起进行小范围试映，并于2008年1月11日开始全面上映。尼科尔森出演的最近一部上映的电影则是再次与詹姆斯·L·布鲁克斯合作的爱情喜剧片《你怎么知道》，他在片中饰演男主角保罗·路德的父亲。
2013年9月4日，傳出退休消息。美國網路媒體雷達網（Radar Online）報導，尼科尔森因為體力衰退，記不住台詞，決定退休。

## 私生活

### 家庭关系
尼科尔森只结过一次婚，并且持续的时间也并不长，他与Sandra Knight于1962-1968年是夫妻，两人有一个出生于1963年，取名叫Jennifer的女儿。女演员Susan Anspach坚持声称她的儿子Caleb Goddard（出生于1970年）的父亲就是Jack，不过他对此并不信服。
尼科尔森与丹麦女演员Winnie Hollman有过一个出生于1981年的女儿Honey Hollman，并与女演员瑞贝卡·布罗萨德有过两个孩子，分别是1990年出生的女儿Lorraine Nicholson和1992年出生的儿子Raymond Nicholson。2012年5月28日，Lorraine Nicholson在布朗大学毕业，尼科尔森出席了女儿的毕业典礼，并住在附近的一家旅馆。
除此以外，尼科尔森还与多位女演员和模特儿有过浪漫情史，包括米雪·菲利普斯、碧比·布尔、简妮斯·迪金森、雷切尔·沃德以及劳拉·弗林·鲍尔等。他还与著名女演员安吉莉卡·休斯顿保持过长时间的关系。

### 蓄意破坏罪起诉
1994年2月8日，Robert Blank向法院起诉了尼科尔森。他声称一次将自己的賓士骄车停在北好莱坞的一处红灯前时，当时56岁的尼科尔森先是指责另外一个人妨碍了他的交通，然后举起他的高尔夫球棍打烂自己轿车的挡风玻璃和车顶。另外一位证人也证实了这一过程，不过在Jack道歉后，两人通过协商达成了赔偿协议，根据报導，这位赔偿协议中包括一张50万美元的支票，之后Robert撤回了起诉。之后在接受“US”周刊采访时，表示了对自己行为的懊悔，称这是“我生命中一次令人羞耻的事件”。他解释到当时自己一位很好的朋友去世不久，并且当时正在拍摄的电影《72小时生死线》给了他精神上很大的压力。根据他自己的说法，当他被堵在路上时，他真心爆发了，从自己后车厢里抽出一根高尔夫球杆就乱挥。另外，不同的新闻报道中对Jack当时所用的高尔夫球杆没有达成一致，有的说是3号杆，有些则说是5号杆，而尼科尔森之后则在2007年接受杂志采访时表示：当时他虽然在盛怒之中，但仍然是有意識的，因为自己从后车厢中抽出的，正是自己在球场上几乎从来不使用的2号杆。而早在1990年自导自演《唐人街》一片的续集《两个杰克》时，就曾为影片认真地接受过专业的高尔夫球训练。

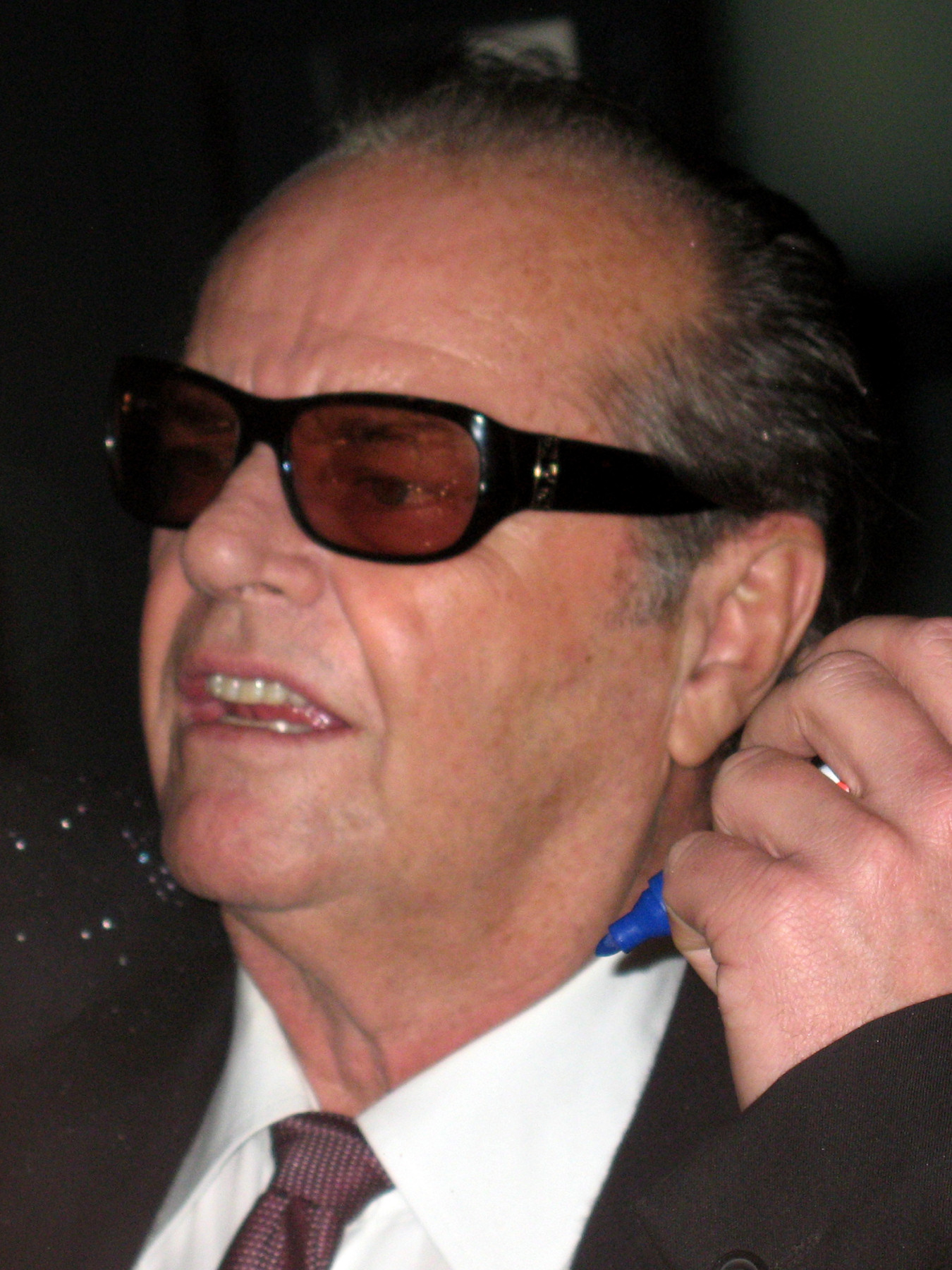
2008年的尼科尔森

尼科尔森因为自己的暴躁脾气而上新闻，並非一次球桿事件而已，作为洛杉矶湖人队的一位传奇粉丝，他曾多次直接从他长期包下的场边位置上与比赛裁判发生激烈争执甚至威胁对方。根据BBC新闻报道，在2003年5月的一场湖人对战圣安东尼奥马刺队的一场季后赛上，尼科尔森几乎是从座位上一冲而起，并大声地与判湖人队著名球星歐尼爾第3次犯规的裁判进行争吵。而且讽刺的是，这一事件正好发生在Jack主演的《愤怒控制》上映后不久。

### 与社会名流的交情
尼科尔森住在比佛利山的穆赫兰大道上时曾与另一位著名男演员马龙·白兰度做了几年的邻居，当时华伦·比提也住在附近，这条路也因此有了一个叫“坏小子大道”的昵称。2004年白兰度去世后，他花了610万美元将他邻居的洋房买下并打算将之拆除，更表示这是出于对马龙的尊重，因为将这幢被遗弃的房子重新翻新已变得过于昂贵。
尼科尔森与作家兼记者亨特·斯托克顿·汤普森是多年的好友，亨特曾在其自传《恐惧的王朝》中写道，两人会交换一切“很古怪”的礼物，比如说在尼科尔森一个生日的晚上，亨特来到他家门口，开始通过音量放大器播放一卷全部由枪炮声、动物的惨叫声等组成的磁带来把Jack吓醒，然后将一个被切下不久，还新鲜得血淋淋的麋鹿的心脏放在门口并离开......2005年2月20日亨特去世后，尼科尔森与另外几位著名男演员，包括约翰尼·德普、约翰·库萨克以及西恩·潘等一起出席了在科罗拉多州举行的一个小型的私人缅怀仪式。

### 爱好

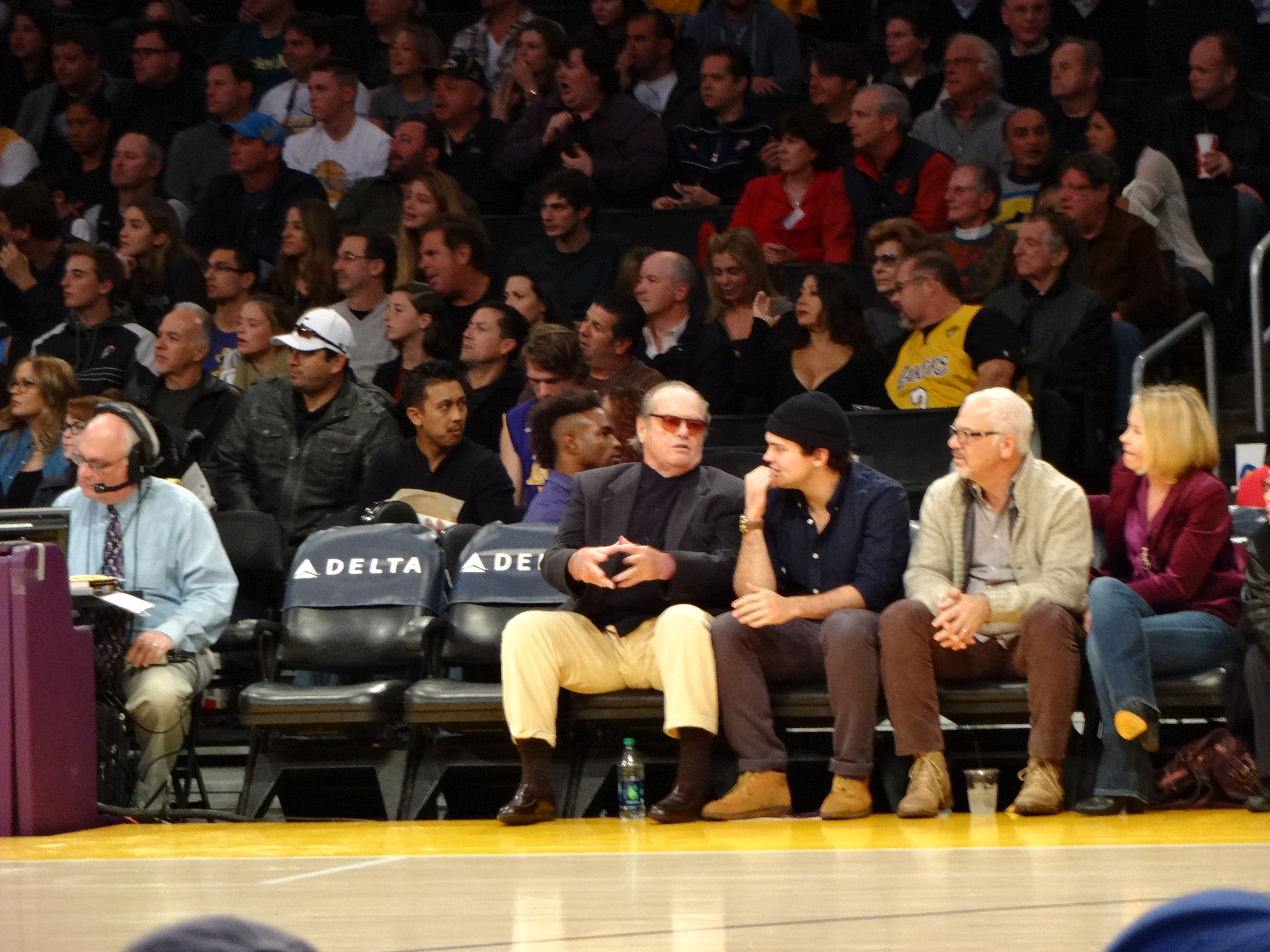
Jack Nicholson坐在他位于斯台普斯中心的场边位置上

尼科尔森是纽约洋基队和洛杉矶湖人队的粉丝，从1970年开始，他就一直拥有湖人队的季票，并且在过去长达25年的时间里，他一直拥有着加利福尼亚州英格尔伍德的The Forum体育馆和斯台普斯中心的场边位置的季票，而且很少错过其比赛。
尼科尔森还曾有几次从场边直接与场上的裁判或是与对方的球员发生争执，甚至从位置上站起来走进了场中，而他参与拍摄的电影片场则在传言说电影的拍摄计划还需要围绕湖人队主场的比赛时间表来进行安排，不过在2008年接受BBC广播的一次采访时，他否认了这一说法。
尼科尔森也是20世纪及当代艺术品的收藏家，包括亨利·马蒂斯、塔玛拉·德·蓝碧嘉、安迪·沃荷以及杰克·维特里安诺的作品。1995年，画家爱德华·鲁斯查表示：“杰克·尼科尔森拥有世界上最好的收藏品。”，这些收藏品总价值超过1亿美元。

## 荣誉

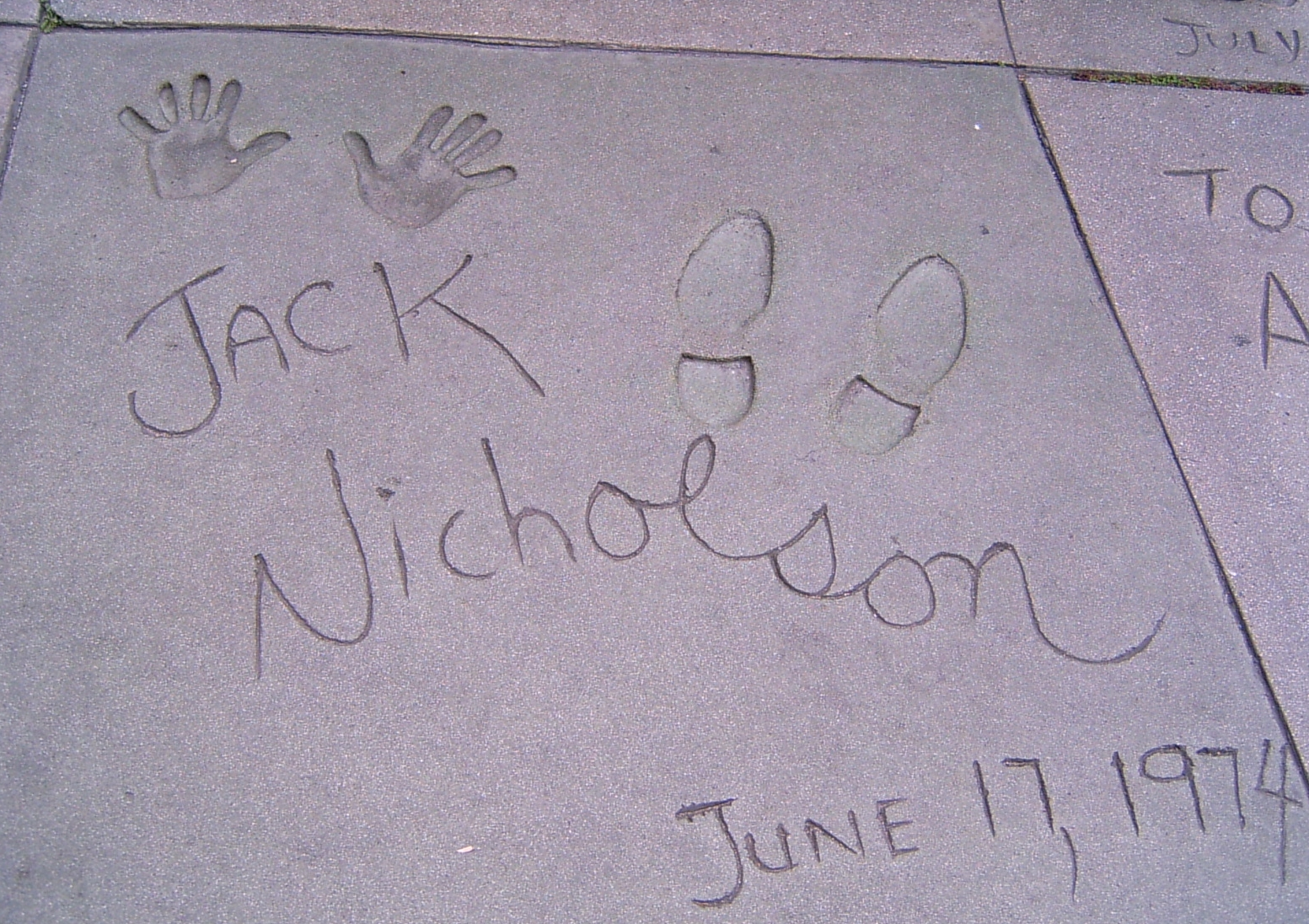
尼科尔森在中国戏院外的手掌印和脚印

- 1975年獲得奧斯卡最佳男主角獎（第48屆）《飛越杜鵑窩》
- 1983年獲得奧斯卡最佳男配角獎（第56屆）《親密關係》
- 1994年獲頒AFI終身成就獎。
- 1997年第二度獲得奧斯卡最佳男主角獎（第70屆）《愛在心裡口難開》
- 1999年獲頒金球獎終身成就獎。
- 2001年獲頒甘迺迪中心榮譽獎。
- 2008年5月28日，前加利福尼亚州州长阿诺德·施瓦辛格及夫人玛丽娅·施瑞弗尔宣布Jack Nicholson入选位于加利福尼亚州博物馆（英语：The California Museum）（前加利福尼亚州历史、女性及艺术博物馆）的加利福尼亚州名人堂（英语：California Hall of Fame），正式的仪式于2008年12月15日举行，同时入选的还有另外11位加利福尼亚州的传奇人物[38][39]。
- 2010年，傑克入选新泽西州名人堂（英语：New Jersey Hall of Fame）。
- 2011年，布朗大学在其第243届毕业典礼上授予Jack Nicholson美术荣誉博士学位。在典礼上，校长Ruth Simmons称Jack为“我们一生所见演技最为精湛的演员”[40]。

## 学院奖历史
尼科尔森至今已经12次获学院奖提名，其中8次为男主角奖，4次为男配角奖，是历史上获提名次数最多的男演员。只有他和另一位著名男演员迈克尔·凯恩在从上世纪60年代开始至2000年代，每一个年代均有获得学院奖表演类奖项的提名。至今已经3次获奖的他也与丹尼尔·戴-刘易斯和沃尔特·布伦南一起，成为史上仅有的三位3次获学院奖表演类奖项肯定的男演员，这其中，丹尼尔是三次获男主角奖，沃尔特是三次获男配角奖，只有Jack在两个奖项中都有获奖。
在第79届学院奖颁奖典礼上，尼科尔森为了出演《遗愿清单》而剃光了自己的头发；2013年3月24日，他与美国第一夫人米歇尔·奥巴马一起颁发了第85届学院奖最佳影片奖，这已经是他第8次颁发这个奖项。Jack也是电影艺术与科学学院的一位拥有投票权的成员，在最近十余年中，他无论是否得到提名均出席了几乎每一届颁奖典礼，并且总是戴着他那标志性的太阳镜坐在最前排。

## 作品列表

### 電影
| 年份 | 片名                 | 角色                                           | 附註                     | 來源            |
| ---- | -------------------- | ---------------------------------------------- | ------------------------ | --------------- |
| 1958 | 《吶喊小殺手》       | Jimmy Wallace                                  |                          | [ 41 ]          |
| 1960 | 《青春狂戀》         | Buddy                                          |                          | [ 42 ]          |
| 1960 | 《狂奔》             | Johnny Varron                                  |                          | [ 43 ]          |
| 1960 | 《恐怖小店》         | Wilbur Force                                   |                          | [ 44 ]          |
| 1960 | 《斯塔兹·朗尼根》    | Weary Reilly                                   |                          | [ 45 ]          |
| 1962 | 《血战边城》         | Will Brocious                                  |                          | [ 46 ]          |
| 1963 | 《魔鴉》             | Rexford Bedlo                                  |                          | [ 47 ]          |
| 1963 | 《古堡驚魂》         | Andre Duvalier                                 |                          | [ 48 ]          |
| 1963 | 《孤岛雷鸣》         | —                                              | 編劇                     | [ 49 ]          |
| 1964 | 《飞向狂怒》         | Jay Wickham                                    | 兼編劇                   | [ 50 ]          |
| 1964 | 《通向地狱的后门》   | Burnett                                        |                          | [ 51 ]          |
| 1964 | 《少爷兵戏弄胖舰长》 | Dolan                                          |                          | [ 52 ]          |
| 1966 | 《射擊》             | Billy Spear                                    | 兼監製                   | [ 53 ]          |
| 1966 | 《旋風騎士》         | Wes                                            | 兼編劇和監製             | [ 54 ]          |
| 1967 | 《情人節大屠殺》     | Gino                                           | 未掛名                   | [ 55 ]          |
| 1967 | 《地狱飙车天使》     | 詩人                                           |                          | [ 56 ]          |
| 1967 | 《迷途》             | —                                              | 編劇                     | [ 57 ]          |
| 1968 | 《精神錯亂》         | Stoney                                         |                          | [ 58 ]          |
| 1968 | 《妙樂狂歌》         | 餐廳裡的電影導演                               | 未掛名客串；兼編劇和監製 | [ 59 ] [ 60 ]   |
| 1969 | 《逍遥骑士》         | George Hanson                                  |                          | [ 61 ] [ 62 ]   |
| 1970 | 《姻緣訂三生》       | Tad Pringle                                    |                          | [ 63 ]          |
| 1970 | 《暴血狂潮》         | Bunny                                          |                          | [ 64 ]          |
| 1970 | 《浪蕩子》           | Robert Eroica Dupea                            |                          | [ 65 ]          |
| 1971 | 《獵愛的人》         | Jonathan Fuerst                                |                          | [ 66 ] [ 67 ]   |
| 1971 | 《避風港》           | Mitch                                          |                          | [ 68 ]          |
| 1971 | 《開車，他說》       | —                                              | 導演、編劇和製片人       | [ 69 ]          |
| 1972 | 《美人迟暮》         | David Staebler                                 |                          | [ 70 ]          |
| 1973 | 《最後行動》         | Signalman 1st Class Billy L. "Badass" Buddusky |                          | [ 71 ] [ 72 ]   |
| 1974 | 《唐人街》           | J. J. "Jake" Gittes                            |                          | [ 73 ]          |
| 1975 | 《衝破黑暗谷》       | 專科醫生                                       |                          | [ 74 ]          |
| 1975 | 《過客》             | David Locke                                    |                          | [ 75 ]          |
| 1975 | 《財富》             | Oscar Sullivan                                 |                          | [ 76 ] [ 77 ]   |
| 1975 | 《飛越瘋人院》       | 蘭道·麥克墨菲                                  |                          | [ 78 ]          |
| 1976 | 《大峽谷》           | Tom Logan                                      |                          | [ 79 ]          |
| 1976 | 《銀色大亨》         | Brimmer                                        |                          | [ 80 ]          |
| 1978 | 《飛越溫柔窩》       | Henry Lloyd Moon                               | 兼導演                   | [ 81 ]          |
| 1980 | 《闪灵》             | 傑克·托倫斯                                    |                          | [ 82 ]          |
| 1981 | 《郵差總按兩次鈴》   | Frank Chambers                                 |                          | [ 83 ]          |
| 1981 | 《烽火赤焰萬里情》   | 尤金·奥尼尔                                    |                          | [ 84 ]          |
| 1982 | 《強渡魔鬼關》       | Charlie Smith                                  |                          | [ 85 ]          |
| 1983 | 《親密關係》         | Garrett Breedlove                              |                          | [ 86 ]          |
| 1985 | 《現代教父》         | Charley Partanna                               |                          | [ 87 ]          |
| 1986 | 《心火》             | Mark Forman                                    |                          | [ 88 ]          |
| 1987 | 《紫屋魔戀》         | Daryl Van Horne                                |                          | [ 89 ]          |
| 1987 | 《收播新聞》         | Bill Rorish                                    |                          | [ 90 ] [ 91 ]   |
| 1987 | 《紫苑草》           | 法蘭西斯·費倫                                  |                          | [ 92 ]          |
| 1989 | 《蝙蝠俠》           | 傑克·納皮爾／小丑                              |                          | [ 93 ]          |
| 1990 | 《唐人街續集》       | J. J. "Jake" Gittes                            | 兼導演和監製             | [ 94 ]          |
| 1992 | 《情逢敵手》         | Harry Bliss                                    |                          | [ 95 ] [ 96 ]   |
| 1992 | 《義海雄風》         | Colonel Nathan R. Jessup                       |                          | [ 97 ]          |
| 1992 | 《超級巨人》         | 吉米·霍法                                      |                          | [ 98 ]          |
| 1994 | 《狼人生死恋》       | Will Randall                                   |                          | [ 99 ]          |
| 1995 | 《72小時魔鬼追殺令》 | Freddy Gale                                    |                          | [ 100 ]         |
| 1996 | 《小心女人》         | Alex Gates                                     |                          | [ 101 ]         |
| 1996 | 《火星人玩轉地球》   | President James Dale / Art Land                |                          | [ 102 ] [ 103 ] |
| 1996 | 《親密關係1997》     | Garrett Breedlove                              |                          | [ 104 ]         |
| 1997 | 《愛在心裡口難開》   | Melvin Udall                                   |                          | [ 105 ]         |
| 2001 | 《誓死追緝令》       | Jerry Black                                    |                          | [ 106 ]         |
| 2002 | 《关于施密特》       | Warren R. Schmidt                              |                          | [ 107 ]         |
| 2003 | 《抓狂管訓班》       | Dr. Buddy Rydell                               |                          | [ 108 ]         |
| 2003 | 《爱是妥协》         | Harry Sanborn                                  |                          | [ 109 ]         |
| 2006 | 《無間道風雲》       | Francis "Frank" Costello                       |                          | [ 110 ]         |
| 2007 | 《一路玩到掛》       | Edward Perriman Cole                           |                          | [ 111 ]         |
| 2010 | 《愛在心裡怎知道》   | Charles Madison                                |                          | [ 112 ]         |

### 電視
| 年份    | 節目名                                                                                                  | 角色                         | 附註                         | 來源    |
| ------- | --- | ---------------------------- | ---------------------------- | ------- |
| 1956    | 《NBC日間劇場》                                                                                         | 音樂家之子                   | 單集：〈Are You Listening?〉 | [ 113 ] |
| 1960    | 《拉奇先生》                                                                                            | Martin                       | 單集：〈Operation Fortuna?〉 | [ 113 ] |
| 1960    | 《芭芭拉·斯坦威克秀》                                                                                   | Bud                          | 單集：〈The Mink Coat〉      | [ 113 ] |
| 1961    | 《莽野遊龍》                                                                                            | Tom Washburn                 | 單集：〈That Washburn Girl〉 | [ 113 ] |
| 1961    | 《海獵》                                                                                                | John Stark                   | 單集：〈Round Up〉           | [ 113 ] |
| 1961    | 《布朗科》                                                                                              | Bob Doolin                   | 單集：〈The Equalizer〉      | [ 113 ] |
| 1962    | 《夏威夷之眼》                                                                                          | Tony Morgan                  | 單集：〈Total Eclipse〉      | [ 113 ] |
| 1966    | 《基爾代爾醫生》                                                                                        | Jaime Angel                  | 4集                          | [ 113 ] |
| 1966–67 | 《安迪·格里菲斯秀》                                                                                     | Marvin Jenkins / Mr. Garland | 2集                          | [ 114 ] |
| 1967    | 《威爾·索內特之槍》                                                                                     | Tom Murdock                  | 單集：〈A Son for a Son〉    | [ 113 ] |
| 1986    | 《小象》（The Elephant's Child）                                                                        | 旁白                         | 配音；電視短片               | [ 115 ] |
| 1988    | 《犀牛的皮膚與駱駝的駝峰是怎麼來的？》 （How the Rhinoceros Got His Skin & How the Camel Got His Hump） | 旁白                         | 配音；電視短片               |         |
| 2015    | 《週六夜現場40週年特別節目》                                                                            | 他自己                       | 電視特輯                     |         |
| 2025    | 《週六夜現場50週年特別節目》                                                                            | 他自己                       | 電視特輯                     | [ 116 ] |

## 備註
1. ↑  尼克遜在片中一人分飾兩角[102]。